# Muzeum Sztuki Adżarii
Muzeum Sztuki Adżarii (gruz. აჭარის ხელოვნების სახელმწიფო მუზეუმი) – muzeum sztuki znajdujące się w Batumi, przy ulicy Gorgiladze 8. Powstało w 1998 r. W zbiorach muzeum znajdują się obrazy, grafiki i rzeźby gruzińskich oraz zagranicznych artystów (m.in. Niko Pirosmaniego, Dawita Kakabadzego, Lado Gudiaszwiliego, Eleny Achwliediani, Stefana Bakałowicza, Rusudana Petwiaszwiliego). Znajduje się w nim również stała ekspozycja gruzińskiej rzeźby, ceramiki, rycin i tkanin dekoracyjnych.  Oprócz stałych zbiorów organizowane są również wystawy czasowe np. poświęcona twórczości Pablo Picasso. Powierzchnia muzeum: 1716 m², powierzchnia stałej ekspozycji: 423 m², powierzchnia wystaw czasowych: 383 m².